# 渥美マリ
渥美 マリ（あつみ まり、本名：渥美 まり恵、1950年11月20日 - ）は、日本の元女優。東京都目黒区自由ヶ丘出身。 別名義：渥美まり恵。改名歴は渥美マリ　→　渥美まり恵　→　渥美マリ　→　渥美まり恵。

## 来歴
父は大映第2期ニューフェイスの渥美進 で船越英二と同期。母も大映女優の若宮れいこ。兄弟は兄と弟が居り、弟は元俳優の渥美史朗で、1973年の映画『非情学園ワル 教師狩り』ではバーテン役を演じ、マリとの姉弟共演も果たした。
3歳から小学校6年生時まで、石井漠の下でバレエを習う。小学校6年生の時には、健康優良児として表彰されたことがあった。
大東学園高等学校の2年生だった1967年に、大映東京撮影所演技研究所19期生に合格。高校を中退し、1968年に大映専属女優となった。最初は両親にも映画界入りを反対された。「やるなら、新劇界で基礎から勉強させたかった」とのことだった。
1968年『ガメラ対宇宙怪獣バイラス』に、同期の八代順子、八重垣路子とともにカブスカウト指導員役でデビュー。当時の記事では「清純な役より、人間性のある汚れ役を演じてみたい」と述べている。
その後、南美川洋子らと「ハレンチ・グループ」の一人として売り出され、1969年、自身の代名詞ともなる、軟体動物シリーズと呼ばれる初主演映画シリーズの第一作『いそぎんちゃく』が公開される。彼女は翌1970年には、「でんきくらげ」にも出演した。大映ハレンチ五人娘の一人として人気を得て、経営的に困窮する大映の救世主になった。
しかし次第に裸はイヤと、ヌードを敬遠し始め、その代役が新人にまわり、その一本が松坂慶子の初主演映画『夜の診察室』であった。脱がないため仕事を干されたが、1971年に大映倒産後も他社から声がかかり、「渥美まり恵」と改名して、1972年4月、松竹の『喜劇 新婚大混線』に出た。この時、ポスター用の写真撮影でさえ「脱がされるからダメです」とスタジオに入るのを拒否。初めは本数契約してもいいと言っていた松竹首脳も怒った現場の突き上げで断念。「渥美まり恵」名義での映画出演はこの1本きりとなった。そしてこの頃から「雑談しても答えがトンチンカン」などと奇矯な行動を噂された。
その後、元の「渥美マリ」名義に戻り、東宝映画『御用牙』に出演。さらにポルノを製作していた東映がお色気を期待して拾い、岡田茂東映社長が次代スターとして売り出していた谷隼人の相手役として、『非情学園ワル』（1973年）に抜擢した。この時は反省し、谷とのベッドシーンでは乳房のチラリをやった。続く千葉真一主演『ボディガード牙』（1973年）では、マフィアに狙われる謎の女の役で、フロ場で逆さ吊りにされるシーンがあったが、東映宣伝部はいい宣伝になるとマスコミに声をかけ、カメラマンをたくさん集めたが、渥美が「ヒザから下と腕以外は出しません」と言い出して、マスコミはみんなシラけて帰ってしまった。顰蹙を買った東映は「ヒザから下と腕だけなんて女優、いまどき、"清く正しく美しく"の東宝の女優だっていないよ。裸を抜きにした彼女に何が残るの！」と激怒し、東映とも正式契約に至らず。その後も東宝が制作する不良物の映画・テレビドラマに出演するようになるが、それも1974年1月を最後に途絶えた。
1975年1月、再び「渥美まり恵」名義を使用し、レコード『愛のかわき』をリリース。久々に芸能界に復帰したが、その後は、1976年にドラマ『江戸を斬るII』（TBS）へゲスト出演したのみで終わった。
1978年5月、大量の睡眠薬を飲んで自殺未遂を起こす。報道でかつて二年渥美と交際した大映の俳優・酒井修は、「渥美は自身の代役だった松坂慶子や後輩の関根恵子が大スターになっていくのに嫉妬や焦りを感じて悩んでいた」と話した。

## フィルモグラフィ

### 映画
- ガメラ対宇宙怪獣バイラス （1968年3月20日、大映） - ボーイスカウトの指導員・青山順子
- 怪談おとし穴 （1968年6月15日、大映） - 受付係
- ある女子高校医の記録 妊娠 （1968年7月27日、大映）
- 高校生芸者 （1968年9月21日、大映）
- ある女子高校医の記録 初体験（1968年10月30日、大映）
- 続セックス・ドクターの記録 （1968年11月30日、大映）
- ある女子高校医の記録 失神 （1969年1月11日、大映）
- 昭和おんな仁義 （1969年3月8日、大映）
- ある見習看護婦の記録 赤い制服 （1969年4月19日、大映）
- ダンプ・ヒップ・バンプ くたばれ野郎ども （1969年5月17日、大映）
- ある女子高校医の記録 続・妊娠 （1969年7月26日、大映）
- いそぎんちゃく （1969年8月30日、大映） 主演第一回作品
- ヤングパワー・シリーズ 新宿番外地 （1969年10月18日、大映）
- あなた好みの （1969年11月29日、大映）
- 続・いそぎんちゃく （1970年2月7日、大映）
- でんきくらげ （1970年5月1日、大映） - 由美役
- 太陽は見た（1970年5月30日、大映）
- 夜のいそぎんちゃく （1970年7月1日、大映）
- でんきくらげ 可愛い悪魔 （1970年8月23日、大映）
- しびれくらげ （1970年10月3日、大映） - みどり
- 裸でだっこ （1970年11月22日、大映）
- 可愛い悪魔 いいものあげる （1970年12月25日、大映） - 石川ゆみ
- モナリザお京 （1971年6月23日、大映） - 最後の大映出演作
- 喜劇 新婚大混線 （1972年4月15日、松竹） - 「渥美まり恵」名義
- 御用牙 （1972年12月30日、東宝） - おゆら
- 非情学園ワル （1973年3月31日、東映） - 美杉麗子
- ボディガード牙 （1973年5月24日、東映） - 美輪伶子
- 非情学園ワル 教師狩り （1973年7月29日、東映） - 兄の渥美史朗もバーテン役で出演

### テレビドラマ
- ザ・ガードマン 第341話「ヌードの悪女 華やかな私生活」（1971年、TBS） - ミチ
- 眠狂四郎 第1話「夕焼けに肌が散る」 （1972年、KTV）
- ママはライバル （1972年 - 1973年、TBS） - 吉沢昌子
- シークレット部隊 （1972年、TBS）
  - 第7話「美女の足!ゆくえ不明事件」 - 渡海れい子
  - 第17話「結婚の夜!消えた花嫁」 - リカ
- アイフル大作戦　第7話「今晩わ！悪魔のノック」（1973年、TBS）
- まごころ（1973年、TBS）
- 出発進行! （東京12ch） - 中野マキ
- 狼・無頼控 第1話「裏切りの報酬」 - 第17話「くノ一故郷に死す」（1973年 - 1974年、MBS） - 南美（なみ）
- 江戸を斬るII 第10話「恐怖の罠」（1976年、TBS） - おさらばお艶（えん)※ 渥美まり恵名義。

### バラエティ番組
- 夜のヒットスタジオ （1971年2月22日、フジテレビ） - 「いいものあげる」を披露

## ディスコグラフィ

### シングル
- 可愛い悪魔　c/w　真夜中のテラス （1970年） 
日本初のヌードジャケットレコードとして話題になった。
- 好きよ愛して　c/w　あなたにキッス （1970年）
- いいものあげる　c/w　女の唇  （1970年）
- なぎさ　c/w　口笛吹いて （1971年）
以上の4作は大映レコードから発売。
- 愛のかわき　c/w　悲しい歌をうたわないで （1975年1月、キング） - 「渥美まり恵」名義

### アルバム
- 夜のためいき （1970年。2003年1月22日CDで復刻）
- ハワイで逢いましょう （1971年。2006年8月18日にCDで復刻）